# Eunice jagori
Eunice jagori är en ringmaskart som beskrevs av Grube 1878. Eunice jagori ingår i släktet Eunice och familjen Eunicidae. Inga underarter finns listade i Catalogue of Life.